# Crestwood (Kentucky)
Crestwood is een plaats (city) in de Amerikaanse staat Kentucky, en valt bestuurlijk gezien onder Oldham County.

## Demografie
Bij de volkstelling in 2000 werd het aantal inwoners vastgesteld op 1999.
In 2006 is het aantal inwoners door het United States Census Bureau geschat op 2313, een stijging van 314 (15,7%).

## Geografie
Volgens het United States Census Bureau beslaat de plaats een oppervlakte van
9,3 km², geheel bestaande uit land. Crestwood ligt op ongeveer 239 m boven zeeniveau.

## Plaatsen in de nabije omgeving
De onderstaande figuur toont nabijgelegen plaatsen in een straal van 4 km rond Crestwood.